# 맞고 싶은 여자
《맞고 싶은 여자》는 2001년 2월 23일에 MBC에서 방영한 베스트극장이다.

## 등장 인물

### 주요 인물
- 견미리 : 나 역
- 김창완 : 그녀의 남편 역
- 김나운 : 옆집 여자 역
- 김형일 : 옆집 남자 역

### 그 외 인물
- 사미자
- 전원주
- 손현주
- 김기현
- 김선동
- 김민경
- 이경아
- 김영석
- 이승아
- 김철기
- 염현희
- 한미진
- 한지혜 (아역)